# Nammalvar
 (septembre 2009).
Nammalvar (aussi Nammalwar, Nammaalhvaar, Nammalhvar, Nammaalvaar ,Nammalwar) est l'un des douze Alvars, personnages de l'hindouisme célèbres pour leur dévotion envers le dieu Vishnu. Les Alvars sont surtout dans le sud de l'Inde, endroit d'où ils sont originaires.
La plupart des historiens ont écrit qu'il aurait vécu au VIIIe siècle. Il est né à Visakham, aujourd'hui Alvartirunakari (aussi connu sous le nom Tirukkurugur) dans le Tamil Nadu. Son nom signifie «notre propre alvar (Alvar signifie plongé en Dieu). Il était aussi connu comme Maran et Sadagopan (enfant prodige de la connaissance).  

## Biographie légendaire

### Enfance
Étant né pleinement illuminé, bébé, il n'a jamais pleuré ou allaité et jamais ouvert les yeux. Selon la tradition, il ne répondait à aucun stimuli externe et ses parents l'ont quitté au pied de la statue de Vishnu. L'enfant se leva et monta dans le trou d'un tamarin, assis dans la position du lotus, et commença à méditer. Il semble qu'il resta dans cet état pendant seize ans quand un Tamil poète et érudit de l'Inde du Nord nommé Madhurakavi Alvar a vu une lumière qui brillait au sud et l'a suivi jusqu'à ce qu'il atteigne l'arbre de Nammalvar. L'enfant ne manifestant aucune réaction, il lui posa une devinette : « Si le petit est né dans un corps mort (ou un estomac), qui va le manger et où restera-t-il ? Si les sens, si subtils de l'âme s'incarnent dans un corps grossier, quelles sont ses actions et ses pensées ? » 
Nammalvar sortit de son silence perpétuel et répondit : « qu'il permettra de manger et de rester en vie ! » Ce qui signifie que si l'âme s'identifie au corps, elle sera le corps, mais si elle sert le divin, elle restera en Vaikunta à se nourrir de Dieu.

Madhura-kavi réalisa alors la divinité de cet enfant. 

### Son premier disciple
Madhura-kavi était lui-même un grand dévot, quand il posa à Nammalvar la bonne question, celle qui le fit parler. Aussitôt, il le choisit comme son Acharya (Enseignant, Guru). Nammalvar consenti à être son gourou. Il l'instruisit dans les doctrines confidentielles du Vaishnavisme et par la suite glorifia le Seigneur Vishnu. Il composa sur place un millier d'hymnes louant Vishnu, chacun commençant par le dernier mot du poème précédent. Madhurakavi les mis en musique. Madhurakavi composa lui aussi des poèmes sur son maître prodigue. Ce qui suit est une interprétation concernant le climat spirituel de leur rencontre.
L'Alvar MadhuraKavi était en pèlerinage en Inde du Nord lorsque tout à coup, il commença à observer une vive lumière resplendissant dans la direction du sud. Cela semble être le signe qu'il commença à prendre conscience de la direction de sa source. Ses pérégrinations l'amenèrent vers les rives pittoresques du fleuve tamraparani (près de Kurugoor). Il observa que la lumière qui l'attirait émanait d'un être divin, apparemment dans son adolescence, siégeant dans le creux d'un tamarin. Scrutant longuement tout cela, il essaya ensuite de gagner l'attention de l'enfant par différents moyens et finalement eu recours à la question dans les termes suivants : MadhuraKavi Alwar: settrathin vayitril siriyadhu pirandhaal, yethai thindru Enge kidakkum? NammAlwar: Atthai thindru Ange Kidakkum. 
Ces simples mots furent les premiers que le divin enfant entendit. Lourds de sens, ils remplacent efficacement de longues discussions.

## Œuvres
Sa contribution littéraire se compose de quatre œuvres (1296 hymnes) destinées aux quatre mille disciples de la  Divya Prabhandham, la troisième partie incluant une partie de la quatrième.
- Le Tiruvaymozhi (1102 versets),
- Le Tiruviruttam (100 versets),
- Le TiruvAsiriam (7 versets) et
- Le Periya Tiruvanthadi (87 versets).

Le Tiruvaymozhi décrit Ranganatha comme la métaphore de discussions philosophiques détaillées sur la nature de Paramatman, la nature du jivatman, le moyen pour les jivatman d'atteindre Paramatman, les blocages et les obstacles sur le chemin et le but moksha. Dans le canon Srivaishnava ces quatre recueils représentent en langue tamoul chacun des quatre Védas, respectivement Sama-Véda, Rig-Véda, Yajur-Véda et Atharva-Véda.
Selon la tradition "Il a versé de la crème de ces Védas» dans ses chansons, ses poésies qui sont le résultat d'une expérience mystique profonde.
Bien que Nammalvar n'ai visité aucun des 108 divyadesam temples connus dans la religion Vaishnava, il ressort de ses œuvres qu'il doit avoir eu la vision de toutes les formes archétypales des temples qu'il a glorifié dans ses hymnes.

## Le nectar de la dévotion
L'objet des quatre œuvres concerne les cinq principes, à savoir : le Seigneur, l'âme, les moyens, la fin, et les obstacles à la spiritualité. Ils sont comme les perles reliées par le fil du nectar de la dévotion au Seigneur Krishna dont ils traitent dans les termes suivants : Quoiqu'il mange, quoiqu'il boive, quoiqu'il mâche du bétel, il est le plus cher au saint. Le but suprême de la vie était d'être sous les pieds de lotus du Seigneur et de le servir éternellement dans la joie de l'amour. C'est pourquoi on doit le chercher toute la vie, le louer, se soumettre à Lui, écouter le récit de sa gloire et de ses exploits, l'adorer dans sa majesté et poursuivre sans cesse la récitation de ses noms.

Comme Bouddha qui diffusa ses enseignements dans la partie la plus septentrionale de l'Inde, le reste de l'Asie et finalement le monde entier, Nammalvar a enseigné dans le sud de l'Inde le Vaishnavisme aujourd'hui connu dans le monde entier.

## Un exemple d'hymne
Accorde-moi de le servir tout le temps et partout;
Laisse-le donc s'asseoir dans mon esprit
Accorde-moi la grâce de ne servir que lui.
Que Krishna soit mon souhait, mon plaisir, ma gloire. (# 3102 du Sainte Livre - par Sri Srirama. Araiyar Bharathi)

## Sources
- AK Ramanujan, l'introduction, dans Nammalvar, trad.
- AK Ramanujan, Hymns for the Drowning: Poems for Vishnu (Hymnes de la noyade: Poèmes pour Vishnu).
- Sri Srirama Bharathi Araiyar 'Sacred Book'.
- Sri Srirama Bharathi Araiyar 'Sacred Book'. ", 1995.
- A. Srinivasa Raghavan, Nammalvar, (in "Makers of Indian Literature" Series), Sahitya Akademi, New Delhi, India, 1975/1998.
- Sujatha, (Tamil), (in Alvargal - Oor Eliya Arimugam), Chennai, India, 2007.
- Dhivya Prabhanda Pathasala, Jalladam Pattai - Chennai, India 601 302.

- (en) Cet article est partiellement ou en totalité issu de l’article de Wikipédia en anglais intitulé « Nammalvar » (voir la liste des auteurs).